# NGC 2920
NGC 2920 is een spiraalvormig sterrenstelsel in het sterrenbeeld Waterslang. Het hemelobject werd op 1 februari 1837 ontdekt door de Britse astronoom John Herschel.

## Synoniemen
- ESO 565-15
- IRAS09318-2038
- PGC 27197